# Kabinett Tildy
Das Kabinett Tildy war die Regierung des Königreichs Ungarn von 1945 bis 1946. Sie wurde am 15. November 1945 von Zoltán Tildy gebildet und bestand bis 1. Februar 1946 (kommissarisch bis 4. Februar 1946).

## Minister
Parteien:
_ Független Kisgazdapárt (Unabhängige Partei der Kleinlandwirte)
_ Magyar Kommunista Párt (Ungarische Kommunistische Partei)
_ Magyarországi Szociáldemokrata Párt (Ungarische Sozialdemokratische Partei)
_ Nemzeti Parasztpárt (Nationale Partei der Bauern)
| Amt                                                                    | Amtsträger      | Amtsträger       | Beginn Amtszeit   | Ende Amtszeit   |
| ---------------------------------------------------------------------- | --------------- | ---------------- | ----------------- | --------------- |
| Ministerpräsident                                                      |                 | Zoltán Tildy     | 15. November 1945 | 1. Februar 1946 |
| Mit den Befugnissen eines Ministerpräsidenten betrauter Staatsminister |                 | Mátyás Rákosi    | 1. Februar 1946   | 4. Februar 1946 |
| Staatsminister                                                         |                 | Mátyás Rákosi    | 15. November 1945 | 4. Februar 1946 |
| Staatsminister                                                         | Árpád Szakasits |                  | 15. November 1945 | 4. Februar 1946 |
| Staatsminister                                                         | István Dobi     |                  | 15. November 1945 | 4. Februar 1946 |
| Innenminister                                                          |                 | Imre Nagy        | 15. November 1945 | 4. Februar 1946 |
| Außenminister                                                          |                 | János Gyöngyösi  | 15. November 1945 | 4. Februar 1946 |
| Verteidigungsminister                                                  |                 | Jenő Tombor      | 15. November 1945 | 4. Februar 1946 |
| Finanzminister                                                         |                 | Ferenc Gordon    | 15. November 1945 | 4. Februar 1946 |
| Justizminister                                                         |                 | István Ries      | 15. November 1945 | 4. Februar 1946 |
| Ackerbauminister                                                       |                 | Béla Kovács      | 15. November 1945 | 4. Februar 1946 |
| Minister für Kultus und Unterricht                                     |                 | Dezső Keresztury | 15. November 1945 | 4. Februar 1946 |
| Minister für Handel und Genossenschaften                               |                 | Sándor Rónai     | 15. November 1945 | 4. Februar 1946 |
| Verkehrsminister                                                       |                 | Ernő Gerő        | 15. November 1945 | 4. Februar 1946 |
| Minister für Industrie                                                 |                 | Antal Bán        | 15. November 1945 | 4. Februar 1946 |
| Minister für Volkswohl                                                 |                 | Erik Molnár      | 15. November 1945 | 4. Februar 1946 |
| Minister für Wiederaufbau                                              |                 | József Antall    | 15. November 1945 | 4. Februar 1946 |
| Minister für Information                                               |                 | Antal Balla      | 15. November 1945 | 4. Februar 1946 |